# بلدة ريتشموند (مقاطعة أوسيولا)
ريتشموند، مقاطعة أوسيولا (بالإنجليزية: Richmond Township, Osceola County, Michigan)‏ هي بلدة تقع بولاية ميشيغان في الولايات المتحدة. تبلغ مساحتها 85.8 (كم²)، وترتفع عن سطح البحر 328 م، بلغ عدد سكانها 1695 نسمة في عام تعداد الولايات المتحدة 2000 حسب إحصاء مكتب تعداد الولايات المتحدة وتصل الكثافة السكانية فيها 19.8 نسمة/كم2.

## وصلات خارجية
- The US50 - Cities and Towns in Michigan State
- Michigan Cities and Towns, Facts, Map, Flag, Colleges, Government, and More